# Eparchie tobolská
Eparchie Tobolsk je eparchie ruské pravoslavné církve nacházející se v Rusku.

## Území a titul biskupa
Zahrnuje správní hranice území města Tobolsk, Ťumeň, Zavodoukovsk a Jalutorovsk, také Vagajského, Zavodoukovského, Isetského, Nižnětavdinského, Tobolského, Ťumeňského, Uvatského, Uporovského, Jalutorovského a Jarkovského rajónu Ťumeňské oblasti.
Eparchiálnímu biskupovi náleží titul biskup tobolský a ťumeňský.

## Historie
Eparchie byla zřízena roku 1620 na Moskevském soboru patriarcha patriarchou Filaretem a carem Michailem I. Fjodorovičem.
Roku 1667 byla eparchie na Velkém moskevském soboru v Tobolsku povýšena na metropoli. Jak území eparchie rostlo, stala se nejrozsáhlejší eparchií v tehdejší ruské církvi. Až do druhé čtvrtiny 18. století zahrnovala území Sibiřské gubernie, Uralu, Sibiře a Dálného východu. Roku 1706 byl zřízen irkutský vikariát který byl o 15 let později přeměně na samostatnou irkutskou a něrčinskou eparchii.
V 19. století se síť vzdělávacích institucí v eparchii výrazně rozšířila, literatura byla vydávána v národních jazycích národů Sibiře.
Po roce 1917 byla eparchie vystavena tvrdé perzekuci a roku 1922 byla započata kampaň pro zabavení církevních cenností.
Od roku 1937 začalo vládou zavírání chrámů, zatýkání a popravy duchovních. Od roku 1937 do roku 1942 nezůstal na území Sibiře ani jeden eparchiální biskup a proto zanikly všechny sibiřské eparchie. V těchto letech na Sibiři pobýval biskup Luka (Vojno-Jaseněckij), který jako jediný mohl vykonávat svátosti.
Na konci Velké vlastenecké války byla na jihu území otevřeno několik chrámů a území bývalé tobolské eparchie se stalo součástí omské a ťumeňské eparchie. Do konce 80. let fungovalo v Ťumeňské oblasti jen osm chrámů.
V lednu 1990 byla na Archijerejském soboru eparchie obnovena, což rychle zahájilo obnovu církevního života v jejích hranicích.
Dne 30. května 2011 byly rozhodnutím Svatého synodu zřízeny z části území eparchie nové eparchie chanty-mansijská a salechardská.
Dne 2. října 2013 byla rozhodnutím Svatého synodu zřízena tobolská metropole, jejíž hlavou se stal biskup tobolský.
Názvy:
- sibiřská a tobolská (1620–1768)
- tobolská a sibiřská (1768–1937)
- tobolská a ťumeňská (1990–2013)
- tobolská (od 2013)

## Seznam biskupů
- 1620–1624 Kiprian (Starorusennikov)
- 1624–1635 Makarij (Kučin)
- 1636–1640 Nektarij (Těljašin) svatořečený
- 1640–1650 Gerasim (Kremljov)
- 1651–1664 Simeon
- 1664–1677 Kornilij
- 1678–1692 Pavel
- 1692–1701 Ignatij (Rimskij-Korsakov)
- 1701–1702 Dimitrij (Tuptalo) svatořečený nepřevzal eparchii
- 1702–1711 Filofej (Leščynskyj) svatořečený
- 1712–1715 Ioann (Vasilkovskij) svatořečený
- 1715–1721 Filofej (Leščynskyj) podruhé
- 1721–1740 Antonij (Stachovskyj) svatořečený
- 1740–1741 Nikodim (Srebnickij) nepřevzal eparchii
- 1741–1742 Arsenij (Macejevyč) svatořečený mučedník
- 1742–1748 Antonij (Narožyckyj)
- 1749–1755 Sylvestr (Glovackyj)
- 1758–1768 Pavlo (Konjuškevyč) svatořečený
- 1768–1802 Varlaam (Petrov) svatořečený
- 1803–1806 Antonij (Znamenskij)
- 1806–1822 Amvrosij (Kelembet)
- 1822–1825 Amvrosij (Rožděstvenskij-Veščezerov)
- 1825–1831 Jevgenij (Kazancev)
- 1831–1831 Pavel (Pavlov-Morev)
- 1832–1842 Afanasij (Protopopov)
- 1842–1845 Vladimir (Aljavdin)
- 1845–1852 Georgij (Jaščuržynskyj)
- 1852–1856 Jevlampij (Pjatnickij)
- 1856–1862 Feognost (Lebeděv)
- 1862–1872 Varlaam (Uspenskij)
- 1874–1880 Jefrem (Rjazanov)
- 1880–1885 Vasilij (Levitov)
- 1885–1889 Avraamij (Letnickij)
- 1889–1893 Iustin (Poljanskij) svatořečený
- 1893–1897 Agafangel (Preobraženskij) svatořečený vyznavač
- 1897–1910 Antonij (Karžavin)
- 1910–1912 Jevsevij (Grozdov)
  - 1912–1912 Dionisij (Sosnovskij) dočasný správce svatořečený mučedník
- 1912–1913 Alexij (Molčanov)
- 1913–1917 Varnava (Nakropin)
- 1917–1918 Germogen (Dolganov) svatořečený mučedník
  - 1918–1920 Irinarch (Siněokov-Andrijevskij) dočasný správce
- 1920–1922 Nikolaj (Pokrovskij)
- 1924–1930 Nazarij (Blinov)
- 1930–1937 Artemij (Ilinskij)
- 1934–1934 Alexij (Kuzněcov)
- 1934–1935 Boris (Šipulin) eparchii nepřevzal
  - 1937–1943 Luka (Vojno-Jaseněckij) svatořečený vyznavač dočasný správce
- 1943–1947 Varfolomej (Gorodcev) dočasný správce
  - 1947–1990 eparchie zrušena
- 1990–1990 Antonij (Čeremisov)
- 1990–1990 Ilian (Vostrjakov) odmítl jmenování
- od 1990 Dimitrij (Kapalin)